# Strofe
En strofe i et digt eller en sang er et afsnit som består af et antal vers (afgrænsede linjer).
Et eksempel:
Solen skinner og jeg går langsomt hen
over mod dig, langsomt
som solens vandring, uundgåeligt
brændende hedt, som det gyldne sand og
kun ét kan køle mig ned
ud til de blå bølger springer jeg.
Denne strofe består af seks vers.
I dagligsproget bruger man ordene anderledes. Her vil man sige at der er tale om et vers der består af seks linjer.
| Sprog og litteratur | Spire Denne artikel om litteratur er en spire som bør udbygges. Du er velkommen til at hjælpe Wikipedia ved at udvide den. |